# ويلزفيل
ويلزفيل (ميزوري) (بالإنجليزية: Wellsville, Missouri)‏ هي مدينة تقع في الولايات المتحدة في مقاطعة مونتغومري، ميزوري. يقدر عدد سكانها بـ 1,217 نسمة ومساحتها 3.99 كم2 وترتفع عن سطح البحر 249 متر.

## التركيبة السكانية
قام مكتب تعداد الولايات المتحدة بتحديد بيانات التركيبة السكانية لويلزفيلفي تعداد الولايات المتحدة. في ما يلي، التركيبة السكانية حسب تعدادي 2000 و2010.

### تعداد عام 2000
بلغ عدد سكان ويلزفيل 1,423 نسمة بحسب تعداد عام 2000، وبلغ عدد الأسر 533 أسرة وعدد العائلات 346 عائلة مقيمة في المدينة. في حين سجلت الكثافة السكانية 999.8 نسمة لكل ميل مربع (386.0/كم2). وبلغ عدد الوحدات السكنية 604 وحدة بمتوسط كثافة قدره 424.4 نسمة لكل ميل مربع (163.9/كم2).
وتوزع التركيب العرقي للمدينة بنسبة 93.18% من البيض و 0.21% من الأمريكيين الأصليين و 0.07% من الأمريكيين ذوي الأصول الآسيوية و 4.43% من الأمريكيين الأفارقة و 1.76% من عرقين مختلطين أو أكثر.
بلغ عدد الأسر 533 أسرة كانت نسبة 32.6% منها لديها أطفال تحت سن الثامنة عشر تعيش معهم، وبلغت نسبة الأزواج القاطنين مع بعضهم البعض 49.9% من أصل المجموع الكلي للأسر، ونسبة 11.4% من الأسر كان لديها معيلات من الإناث دون وجود شريك، وكانت نسبة 34.9% من غير العائلات. تألفت نسبة 30.4% من أصل جميع الأسر من أفراد ونسبة 15.6% كانوا يعيش معهم شخص وحيد يبلغ من العمر 65 عاماً فما فوق. وبلغ متوسط حجم الأسرة المعيشية 3.08، أما متوسط حجم العائلات فبلغ 2.48.
بلغ العمر الوسطي للسكان 38 عاماً. وكانت نسبة 26.7% من القاطنين تحت سن الثامنة عشر، وكانت نسبة 7.7% بين الثامنة عشر والأربعة وعشرون عاماً، ونسبة 25.7% كانت واقعةً في الفئة العمرية ما بين الخامسة والعشرون حتى والأربعة وأربعون عاماً، ونسبة 18.3% كانت ما بين الخامسة والأربعون حتى الرابعة والستون، ونسبة 21.6% كانت ضمن فئة الخامسة والستون عاماً فما فوق. يوجد لكل 100 أنثى 91.0 ذكر، ويوجد لكل 100 أنثى في الثامنة عشر من عمرها فما فوق 83.3 ذكر.
بلغ متوسط دخل الأسرة في المدينة 27,260 دولار، أما متوسط دخل العائلة فبلغ 32,917 دولار. وكان متوسط دخل الذكور 28,750 دولار مقابل 18,750 دولار للإناث. وسجل دخل الفرد الخاص بالمدينة 11,817 دولار. وكانت نسبة 14.8% من العائلات ونسبة 20.3% من السكان تحت خط الفقر، وكان من هؤلاء نسبة 31.7% تحت سن الثامنة عشر ونسبة 14.2% في الخامسة والستين من العمر وما فوق.

### تعداد عام 2010
بلغ عدد سكان ويلزفيل 1,217 نسمة بحسب تعداد عام 2010، وبلغ عدد الأسر 446 أسرة وعدد العائلات 289 عائلة مقيمة في المدينة. في حين سجلت الكثافة السكانية 790.3 نسمة لكل ميل مربع (305.1/كم2). وبلغ عدد الوحدات السكنية 564 وحدة بمتوسط كثافة قدره 366.2 لكل ميل مربع (141.4/كم2).
وتوزع التركيب العرقي للمدينة بنسبة 95.6% من البيض و 0.5% من الأمريكيين الأصليين و 0.1% من سكان جزر المحيط الهادئ و 2.8% من الأمريكيين الأفارقة و 0.8% من عرقين مختلطين أو أكثر.
بلغ عدد الأسر 446 أسرة كانت نسبة 34.1% منها لديها أطفال تحت سن الثامنة عشر تعيش معهم، وبلغت نسبة الأزواج القاطنين مع بعضهم البعض 47.1% من أصل المجموع الكلي للأسر، ونسبة 11.2% من الأسر كان لديها معيلات من الإناث دون وجود شريك، بينما كانت نسبة 6.5% من الأسر لديها معيلون من الذكور دون وجود شريكة وكانت نسبة 35.2% من غير العائلات. تألفت نسبة 31.2% من أصل جميع الأسر من أفراد ونسبة 15.5% كانوا يعيش معهم شخص وحيد يبلغ من العمر 65 عاماً فما فوق. وبلغ متوسط حجم الأسرة المعيشية 3.15، أما متوسط حجم العائلات فبلغ 2.54.
بلغ العمر الوسطي للسكان 41 عاماً. وكانت نسبة 25.9% من القاطنين تحت سن الثامنة عشر، وكانت نسبة 6.2% بين الثامنة عشر والأربعة وعشرون عاماً، ونسبة 22.2% كانت واقعةً في الفئة العمرية ما بين الخامسة والعشرون حتى والأربعة وأربعون عاماً، ونسبة 24.6% كانت ما بين الخامسة والأربعون حتى الرابعة والستون، ونسبة 21.2% كانت ضمن فئة الخامسة والستون عاماً فما فوق. وتوزع التركيب الجنسي للسكان بنسبة 49.5% ذكور و50.5% إناث.